# 32e régiment d'artillerie
Pour les articles homonymes, voir 32e régiment.
Le 32e régiment d'artillerie (32e RA) est une unité d'artillerie de l'armée française, créée en 1873 et dissoute en 1999.

## Création et différentes dénominations
- 1873 : Formation du 32e régiment d'artillerie
- 1883 : prend le nom de 32e régiment d'artillerie de campagne (32e RAC).
- 1924 : devient 32e régiment d'artillerie divisionnaire (32e RAD).
- 1940 : dissous.
- 1944 : recréation
- 1957 : dissous.
- 1957 : recréé sous le nom de 32e régiment d'artillerie lourde et d'engins
- 1962 :  devient le 32e régiment d'artillerie lourde divisionnaire
- 1999 : Dissous.

## Colonels et chefs de corps
- 1873 : Colonel Lecoeuvre
- 1879 : Colonel Putz
- 1881 : Colonel Harel
- 1884 : Colonel Berthier de Gandry
- 1888 : Colonel Jouart
- 1893 : Colonel Barthélémy François Vellicus
- 1896 : Colonel Perrodon
- 1899 : Colonel Goiran
- 1902 : Colonel Chapel
- 1904 : Colonel Laligant
- 1907 : Colonel Frédéric-Georges Herr
- 1914 : lieutenant-colonel Béranger
- 1919 : lieutenant-colonel Jordan
- 1950 Colonel De Cointet de Fillain
- 1959-1960 Colonel Faucher
- 1961 : Colonel Lecouls
- 1963 : Colonel Grando
- 1965 : Colonel Caspar
- 1967 : Colonel Delannoy
- 1969 : Colonel Marmier
- 1971 : Colonel Niclause
- 1973 : Colonel Caverivière
- 1975 : Colonel Lagabrielle
- 1977 : Colonel Robert
- 1979 : Colonel Drouvot
- 1981 : Colonel Brisac
- 1983 : Colonel Bouissou
- 1985 : Colonel de Lambert
- 1987 : Colonel Brial
- 1989 : Colonel Alexandre
- 1991 : Colonel Gambotti
- 1993 : Colonel Vigreux
- 1995 : Colonel Ollivier
- 1997 : Colonel Giaume

## Historique des garnisons, combats et bataille

### De1872à1914
Le 32e régiment d'artillerie est formé à Vincennes le 28 septembre 1873 lors de la réorganisation des corps d'artillerie français, avec :
- 1 batterie provenant du 4e régiment d'artillerie
- 1 batterie provenant du 8e régiment d'artillerie
- 1 batterie provenant du 12e régiment d'artillerie
- 4 batteries provenant du 13e régiment d'artillerie
- 2 batteries provenant du 25e régiment d'artillerie

Le régiment fait partie de la 5e brigade d'artillerie.
En 1876, il quitte Vincennes pour tenir garnison à Orléans.
En 1881-1882, la 10e batterie participe à la campagne de Tunisie.
- 1er janvier 1914 : Le 32e RAC tient garnisons à[3] :

Orléans, pour l'artillerie montée (Ier, IIIe groupes)
et les batteries lourdes de 155 CTR (IVe groupe : 10e, 11e, 12e batteries)
et à Fontainebleau (IIe groupe : 4e, 5e, 6e batteries)
- 1er avril 1914 : changement de garnisons:

Artillerie montée, pour le 5e corps d'armée, l'état major et 2 groupes du 32e RAC quittent Orléans pour Fontainebleau.
Artillerie lourde, pour le 5e corps d'armée, les batteries de 155 CTR du IVe groupe du 32e RAC (10e, 11e, 12e batteries) quittent Orléans pour Gien.
- 1er mai 1914; en application de la loi du 15 avril 1914[5], le IVe groupe du 32e RAC (batteries 10, 11, 12) armées de 155 CTR à Gien devient le Ier groupe du 3e régiment d'artillerie lourde[6].

### Première Guerre mondiale

#### Affectation
Début août 1914 le 32e régiment d'artillerie de campagne est mobilisé à Fontainebleau. Constitué de trois groupes de 75, il est rattaché à la 38e division d'infanterie,,.

#### 1914
- Bataille des Frontières : bataille de Charleroi, bataille de Guise, Montmirail (du 23 août au 5 septembre 1914)
- Grande Retraite
- Batailles de la Marne et de l'Aisne (du 6 septembre au 27 octobre 1914)
- Bataille de l'Yser. La Maison du Passeur. Ypres (du 31 octobre à fin décembre 1914)

#### 1915
- Nieuport (du 3 février 1915 à avril 1916)

#### 1916
- Rive gauche de la Meuse (304) (du 1er juin au 24 juillet 1916)
- Rive droite de la Meuse (prise de Fleury) (du 10 août au 29 août 1916)
- Prise de Douaumont (24 octobre) (du 6 octobre au 7 novembre 1916)
- Louvement (15 décembre) (du 5 décembre au 28 décembre 1916)

#### 1917
- Aisne (16 avril) (du 1er avril au 12 juillet 1917)
- Bataille de la Malmaison (25 octobre) (du 25 août au 31 octobre 1917)

#### 1918
- Bataille de Picardie (combat de Rellet) (du 29 mars au 11 avril 1918)
- Opérations devant Noyon (du 12 mai au 14 juillet 1918)
- Bataille de l'Aisne (Longpont, Bougneux) (du 17 juillet au 26 juillet 1918)

### Entre-deux-guerres
- Après avoir participé à l'occupation de la rive gauche du Rhin, il rejoint Fontainebleau en 1920[1].
- En janvier 1924, il est fusionné avec le 13e régiment d'artillerie de campagne pour former le 32e régiment d'artillerie divisionnaire recréé à Vincennes au fort de Charenton[9].

Le régiment dans l'entre-deux-guerres
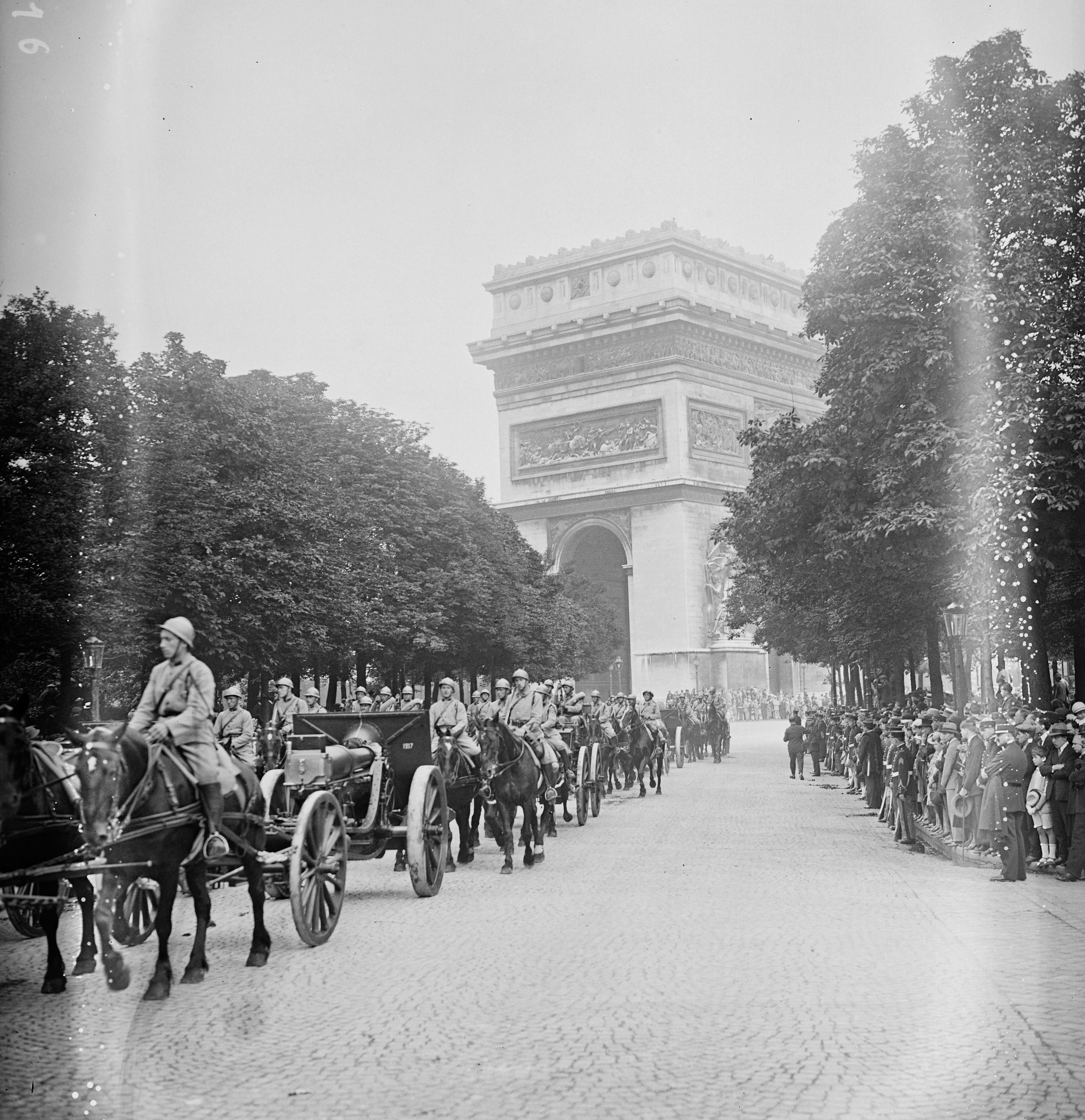
Canons de 155 C modèle 1917 Schneider du 32e RAD le 14 juillet 1927 devant l'Arc de triomphe de l'Étoile.
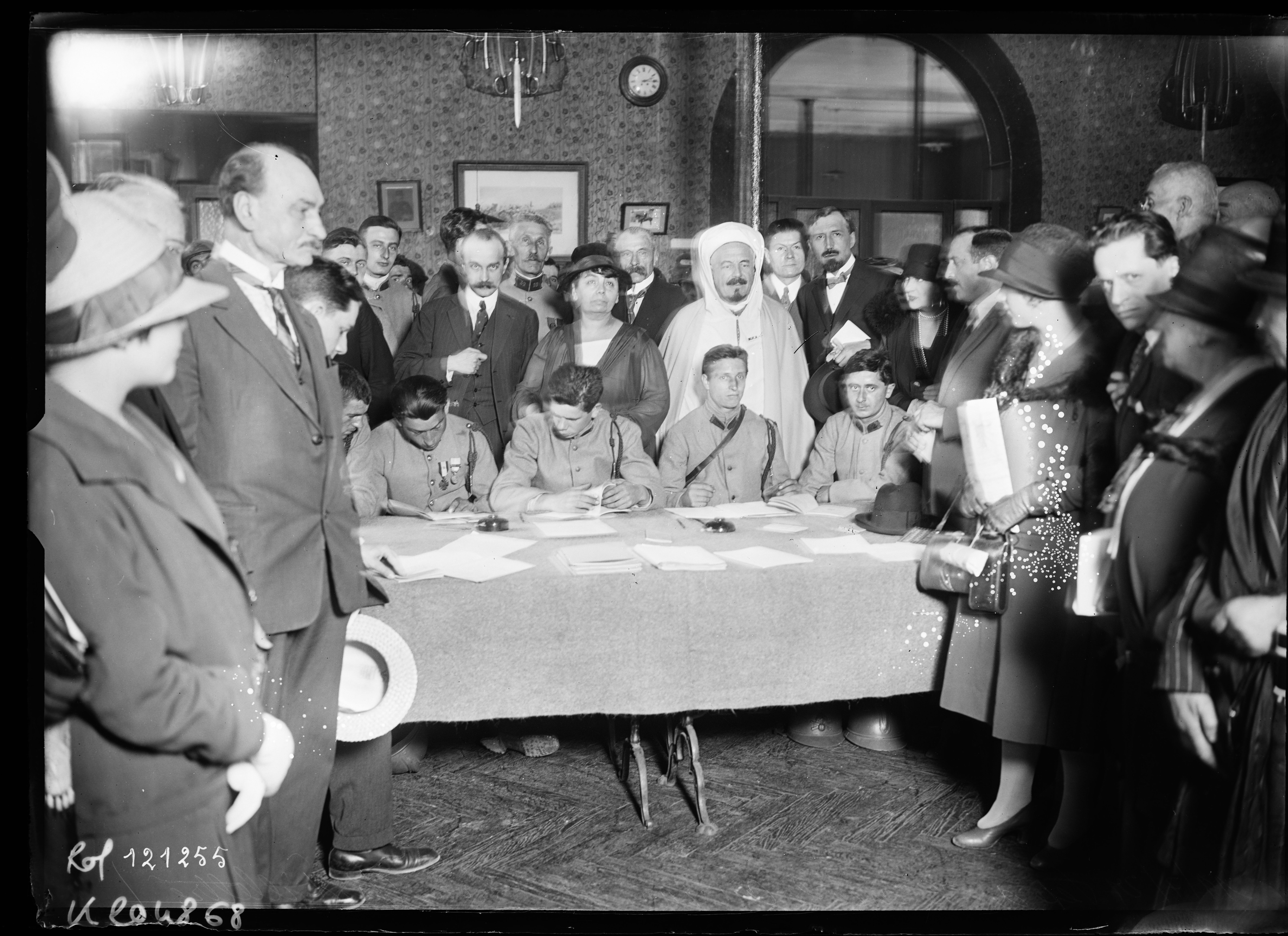
Soldats du 32e régiment d'artillerie lors de la fête du régiment le 19 juillet 1927 à Vincennes. En blanc derrière les soldats, le théologien Kaddour Benghabrit.
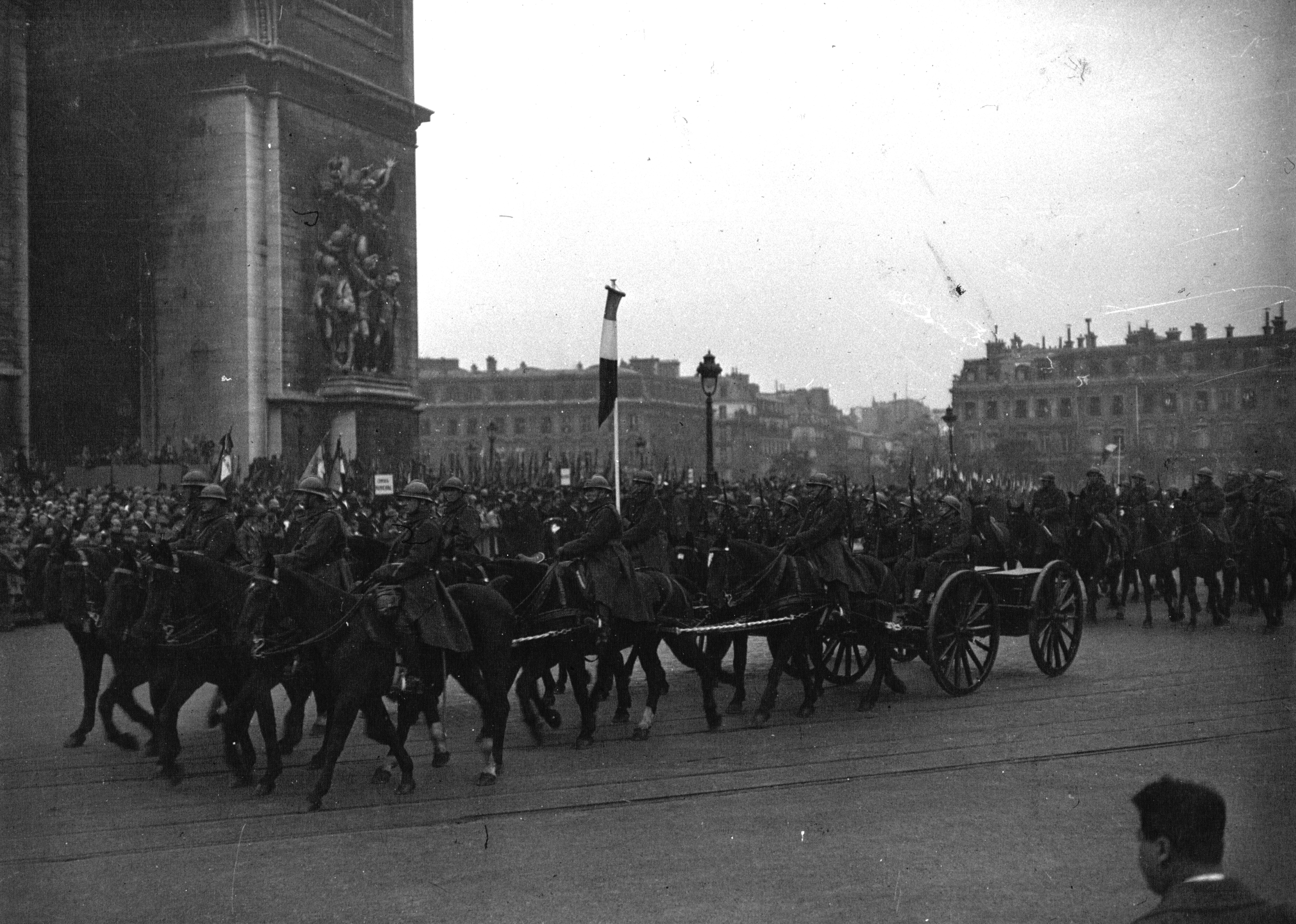
Canon de 75 modèle 1897 du 32e RAD devant l'Arc de triomphe de l'Étoile le 11 novembre 1934.

### Seconde Guerre mondiale
- Le 32e régiment d'artillerie divisionnaire participe à la Seconde Guerre mondiale au sein de la 10e division d'infanterie, il est dissous fin 1940[1].

- Reformé en 1944[1] partir de groupes F.F.I de Paris, le SHAEF refuse son engagement sur le front allemand. Il est alors dirigé avec la 10e DI dans les Deux-Sèvres[10], il rejoint avec ses canons de 75 mm et 155 mm court[11] la 10e division d'infanterie reformée. Il a également reçu 12 obusiers de la part de l’armée américaine (sur 48 prévus)[10]. Il participe à la libération de la poche de Royan et à celle de l'Île d'Oléron[12], avant de rejoindre l'Allemagne. De 1945 à 1956, ses groupes sont disséminés dans plusieurs villes occupées[1].

### 1945à1999
- de 1945 à 1956

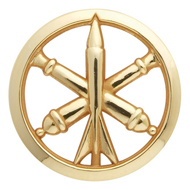
Insigne de béret de l'artillerie

Le régiment était basé à Idar-Oberstein (Allemagne de l'Ouest, land de Rhénanie-Palatinat). Selon le service des archives de cette ville, il y a à Idar-Oberstein trois casernes, nommées Hohl-Kaserne (de), Klotzberg-Kaserne (de) et Straßburger-kaserne. À la fin de la Seconde Guerre mondiale, ces trois casernes étaient occupées par les troupes françaises. En 1951, la Straßburger-kaserne, où était basé le 2/32e, est passée sous le contrôle des troupes américaines. Les troupes françaises sont restées jusqu'en 1956 aux Hohl-Kaserne et Klotzberg-kaserne.

L'armée française avais établis :
- Le « Quartier Clappier » dans la Hohl-Kaserne affecté au commandement du régiment, et le 1/32e
- Le  « Quartier Jeanne d'Arc » dans la Klotzberg-kaserne, affecté à l'école d'application d'artillerie.
- Dans la Straßburger-kaserne était affecté le 2/32e, transféré en 1951 à Altenglan, près du camp de Baumholder.
- Le 3e groupe était stationné à Wittlich, au nord de Trèves.

Ces groupes furent ensuite regroupés à Koblenz-Pfaffendorf (de) près de Coblence, quartier Jeanne d'Arc, caserne allemande « Gneisenau ».
 
Ces éléments du 32e RA étaient pourvus d'obusiers de 105 mm de campagne[Lesquels ?].
- De 1956 à 1957

Le 3e groupe du 32e RA participe aux opérations de maintien de l'ordre en Afrique du Nord (Tunisie). Dissous puis recréé en Allemagne, il changera d'appellation.
- De 1957 à 1967

Le 32e régiment d'artillerie lourde et d'engins (32e RALE) est stationné à Müllheim.
Le régiment devient le 32e régiment d'artillerie lourde divisionnaire (32e RALD) en 1962.
- De 1967 à 1974

Le 32e régiment d'artillerie lourde divisionnaire (32e RALD) est arrivé à Stetten am kalten Markt, camp du Heuberg, près de Sigmaringen et faisait partie de la 3e division.
 
À Stetten, il était constitué de 3 groupes d'artillerie et d'une batterie de commandement :
- Le 1er groupe de 3 batteries équipé de quatre obusiers automoteurs M41 de 155 mm[14]
- Le 2e groupe de 3 batteries quatre équipé d'obusiers automoteurs M41 de 155 mm[14]
- Le 3e groupe équipé deux lanceurs de roquettes Honest John de 762 mm[14].
- La Batterie de commandement de l'artillerie divisionnaire (BCAD) (batterie au service de la 3e division dans son ensemble) composée de 3 sections :
  - Deux sections de radars ANPQ4[14] (qui avaient remplacé les Q10 que la batterie avait à Müllheim), pour protéger la 3e division contre les tirs de mortiers en détectant leurs points de départ donc permettre les tirs de contre-batterie et de radars SDS (surveillance du sol) pour repérer dans la profondeur les mouvements de l'ennemi (portée maximum 30 km sur véhicules et hélicoptères, 5  à   10 km sur personnels à pieds).
  - Une section topographique[14] destinée à l'équipement topographique de la zone divisionnaire
  - Une section météorologique[14] destinée à fournir les éléments aérologiques pour l'ensemble des régiments d'artillerie de la division.
  - La BCAD fournissait aussi les véhicules et moyens radio du Commandement de l'artillerie de la division en cas d'activation de celle-ci. En 1973, la Batterie de commandement de l'artillerie divisionnaire (BCAD) devient la Batterie d'Artillerie Divisionnaire (BAD).

- de 1974 à 1976

Le 32e régiment d'artillerie lourde divisionnaire (32e RALD) équipé de 105 autoportés AU 50, était basé à Weingarten.
- de 1976 à 1992

Le 32e régiment d'artillerie lourde divisionnaire (32e RALD) revient en France pour être équipé de missiles Pluton en remplacement du missile américain Honest John.

Il est stationné à Oberhoffen-sur-Moder depuis novembre 1976 près de Haguenau jusqu'en 1992.
- de 1993 à 1999

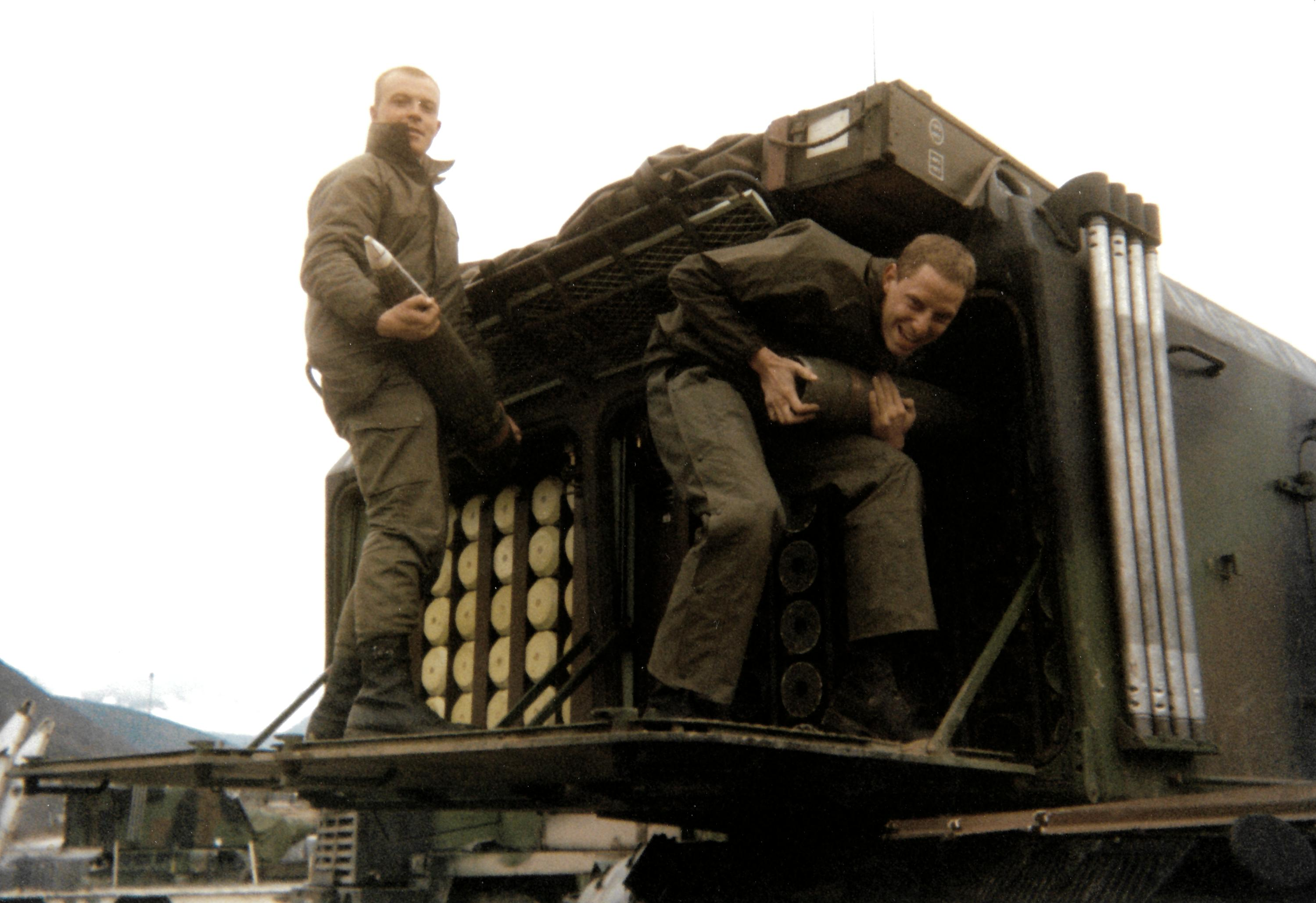
Chargement d'un AUF1 à Mostar (Bosnie).

Le régiment est équipé de canons automoteurs de 155 mm AUF1 et rejoint la 7e division blindée dont le poste de commandement (PC) est stationné à Besançon. En 1995 les hommes du 32e RA participent aux actions extérieurs comme en Afrique, au Moyen-Orient et en ex-Yougoslavie notamment au Mont Igman,. Il est dissous en 1999.

### Le missile Pluton
Le Pluton était un blindé de transport et de lancement des missiles nucléaires tactiques de l'armée de terre française. Le missile Pluton était en lui-même un système balistique nucléaire à courte portée, lancé à partir d'une rampe lance-missile montée sur un châssis chenillé AMX-30 D. Cet équipement a constitué la force de dissuasion tactique nucléaire française pendant la Guerre froide. Le missile Pluton avait une portée opérationnelle de 17  à   120 kilomètres, avec une précision de l'ordre de 150 mètres, ce qui ne lui permettait pas de frapper au-delà de Allemagne de l'Ouest ou du territoire français, cette portée limitée a conduit au développement du missile Hadès, à plus long rayon d'action. Le temps de mise en batterie opérationnel d'un Pluton est d'environ 15 minutes. Le système balistique nucléaire Pluton était relativement facile de déploiement, même dans des conditions difficiles, de plus un drone CT.20 était capable de fournir des informations de dernière minute sur la cible avant le tir, ce qui faisait de ce lanceur un système opérationnel rapide et sûr en opérations. Cette arme fut uniquement utilisée par la France, elle lui a fourni la possibilité de tirer des vecteurs nucléaires de courte portée avec une puissance chirurgicale, le tout mobile, et donc difficilement repérable. Le Pluton fut déployé jusqu'à la fin des années 1980, dans cinq régiments d'artillerie de corps d'armées basés dans le nord de la France, chacun étant équipés de six lanceurs.
- Le 32e régiment d'artillerie de l'armée française était l'un des cinq régiments d'artillerie français équipés de missiles nucléaires pré-stratégiques Pluton.

## Étendard
Il porte, cousues en lettres d'or dans ses plis, les inscriptions suivantes :
- L'Yser 1914
- Verdun 1916
- La Malmaison 1917
- L'Avre 1918
- La Marne 1918

## Décorations
Sa cravate est décorée de la Croix de guerre 1914-1918 avec cinq citations à l'ordre de l'armée.
Il obtient sa première citation sur l'Yser puis une autre à Verdun et à La Malmaison en 1917. Deux autres citations à l'ordre de l'armée en 1918 lui vaudront la fourragère aux couleurs du ruban de la Médaille militaire.

## Insigne
La Pucelle, emblème du régiment (accroché à la poche de la veste ou de la chemise) est constitué :
1. De la coupe de l'âme d'un obusier (cercle cranté)
2. De Jeanne d'Arc en armure qui rappelle Orléans, la ville de garnison du régiment à partir de 1876.
3. Du blason de la ville de Vincennes, le régiment ayant été fondé dans cette ville.
4. (a) c'est de cette représentation de Jeanne d'Arc dite "la pucelle" par les artilleurs du régiment que par extension (ou inculture?) les insignes des autres régiments sont ainsi appelés maintenant...!

## Personnalités ayant servi au sein du régiment
- Édouard Laffon de Ladebat (1849-1925), général français.
- Alfred Dreyfus (1859-1935), officier français.
- Victor Napoléon (1862-1926), fils de Napoléon (Jérôme) Bonaparte et de Clotilde de Savoie-Carignan.
- Jacques Cariou (1870-1931), triple médaillé en équitation aux Jeux olympiques de 1912, lieutenant, puis capitaine au 32e RA de 1903 à 1909[18].
- Henri Marais (1881-1940), Compagnon de la Libération.
- Cole Porter (1891-1964), compositeur et parolier américain.
- Marcel Doret (1896-1955), aviateur (qui a commencé la 1re guerre mondiale dans ce régiment d'artillerie).
- Paul Jonas (1898-1958), Compagnon de la Libération.
- Henri Paumelle (1899-1965), homme politique.
- René Cailleaud (1910-2000), résistant français, Compagnon de la Libération.
- Roger Séférian (1915-1942), Compagnon de la Libération.

## Sources et bibliographie
- Pierre Montagnon : Histoire de l'armée française.
- Henri Kauffer : Historiques de l'artillerie française.
- Capitaine Delcourt : Historique du 32e régiment d'artillerie.
- Historique du 32e régiment d'artillerie de campagne : 1er aout 1914-11 novembre 1918, Paris, Berger-Levrault, 1920, 64 p., lire en ligne sur Gallica.
- Historique du 32e Régiment d’Artillerie
- Louis Susane : Histoire de l'artillerie Française
- Historiques des corps de troupe de l'armée française (1569-1900)